# Can Nualart
Can Nualart és un conjunt d'edificis al municipi de la Garriga originalment usat com a masia i actualment destinat només a l'habitatge. El nucli principal de les edificacions està orientat cap al sud. El conjunt està integrat per tres edificis: porteria, capella dedicada als sants Gervasi i Protasi i habitatge al voltant d'un gran pati. La casa principal està composta de planta baixa, pis i golfes. El portal d'entrada és de pedra amb arc de mig punt adovellat, al damunt hi ha un finestral gòtic, el més important de la Garriga. Sobre el finestral gòtic hi ha la inscripció «1558. IOAN NUALART» i una altra inscripció a la finestra central de la segona planta «BERNAT NUALART, IOSEPH NUALART, SON FILL, ABRIL 1705». Encara avui la família Nualart és la propietària d'aquests edificis. A costat i costat hi ha dues finestres rectangulars. L'ala lateral, de més recent construcció, està adossada al cos principal i està composta de planta baixa i pis. Al bell mig del conjunt hi ha la capella amb campanar d'espadanya.